# Fereydunschahr
Fereydunschahr (persisch فریدون‌شهر, DMG Fereidūn-Šahr, auch Farīdūn-Šahr, georgisch მარტყოფი Martqopi) ist eine Stadt und Hauptstadt des Landkreises Fereydunschahr, etwa 150 Kilometer westlich der Stadt Isfahan im westlichen Teil der iranischen Provinz Isfahan. Fereydunschahr liegt im Zāgros-Gebirge. Es hat eine der größten ethnischen georgischen Bevölkerungsgruppen (georgisch ფერეიდნელი) des Landes. Die Menschen dort sprechen neben Persisch einen georgischen Dialekt. Das georgische Alphabet wird ebenfalls verwendet.